# 岑鞏県
岑鞏県（しんきょう-けん）は中華人民共和国貴州省黔東南ミャオ族トン族自治州に位置する県。

## 行政区画
下部に9鎮、1郷、1民族郷を管轄する。
- 鎮
  - 思暘鎮、水尾鎮、天馬鎮、竜田鎮、大有鎮、注渓鎮、凱本鎮、平荘鎮、客楼鎮
- 郷
  - 天星郷
- 民族郷
  - 羊橋トゥチャ族郷

## 交通

### 道路
- 高速道路
  - 滬昆高速道路